# Rutgers Optimality Archive
Rutgers Optimality Archive (ROA)は最適性理論のプレプリントサーバ。ラトガーズ大学のサーバーをホストとし、Optimality Theoryのアーカイブであるために、この名前がついた。基本的に最適性理論に関する論文であれば、誰でも自由に投稿できる。投稿も閲覧も無料である。また、「ROAに投稿すること」＝「出版する(publishing)」ことではなく、むしろ「配布(circulating)」であり、よって学術雑誌に記載された論文なども投稿されている。2008年10月の段階で、投稿論文が1000本を超えた。
創始者はアラン・プリンスで、Neuroprose Archiveを見本として作ったとインタビューで述べている。